# Cmentarz św. Krzyża w Gnieźnie
Cmentarz św. Krzyża w Gnieźnie – cmentarz zlokalizowany na terenie ograniczonym ulicami: od południowego zachodu Świętokrzyską, od południowego wschodu Żuławy, a od strony północnej graniczy z jeziorem Świętokrzyskim i zajmuje obszar ok. 4,5 ha. Cmentarz ma status zabytku.

## Historia
Na wzniesieniu od strony ul. Świętokrzyskiej  postawiono murowany kościół św. Krzyża. W 1804 nekropolia przy kościele św. Krzyża ustanowiona została decyzją administratora diecezji gnieźnieńskiej ks. Franciszka Skarbka Malczewskiego. Poświęcenia dokonał ks. Józefat Murzynowski, kanonik metropolitarny, a kazanie wygłosił kaznodzieja katedralny ks. Wojciech Ożarowski. Od ul Świętokrzyskiej początkowo usytuowany był cmentarz ewangelicki, którego teren w 1887 gmina ewangelicka odsprzedała parafii św. Michała. Cmentarz rozciągał się także na północ od kościoła do brzegów jeziora, ten fragment należał do parafii pw. Świętej Trójcy oraz na zachód, która to część należała do parafii św. Wawrzyńca. Obszar cmentarza powiększano kolejno w latach: 1895, 1912, 1932-1933 (poświęcania tego fragmentu dokonał bp Antoni Laubitz). Ostatnia zmiana miała miejsce  w 1978 kiedy w związku z budową trasy Zjazdu Gnieźnieńskiego ekshumowano 138 grobów,  które przeniesiono na nowy teren po stronie północno-wschodniej, a w centralnej jego  części ustawiono  XIX – wieczny, monumentalny, metalowy krzyż, który pierwotnie stał u zbiegu ulic Rybnej i Świętokrzyskiej. Kościół otoczony jest 52 naziemnymi grobowcami  z lat 1865-1939, o ciekawej neogotyckiej i neobarokowej architekturze. W 1929 teren parafii pw. Świętej Trójcy przekazano nowo powstałej parafii przy klasztorze OO. Franciszkanów.

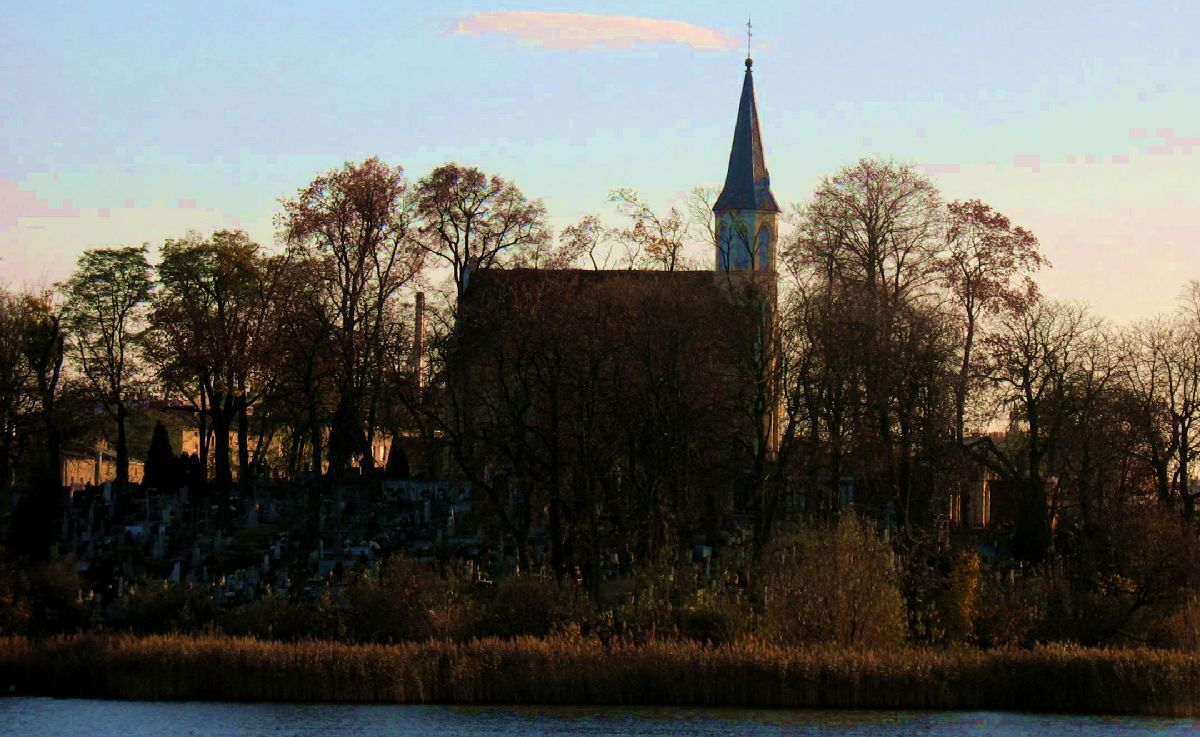
Widok na cmentarz od strony j. Świętokrzyskiego,
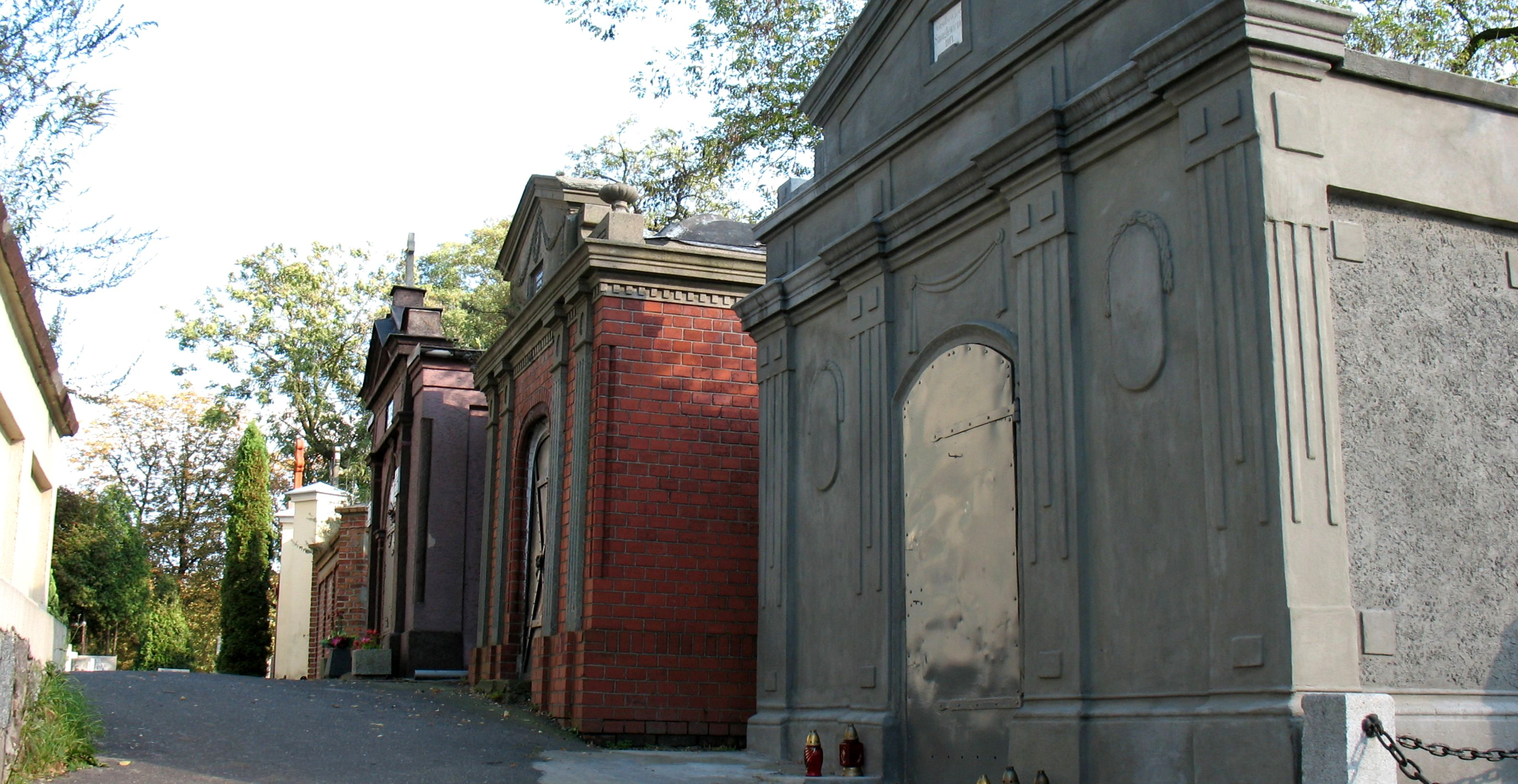
naziemne grobowce,
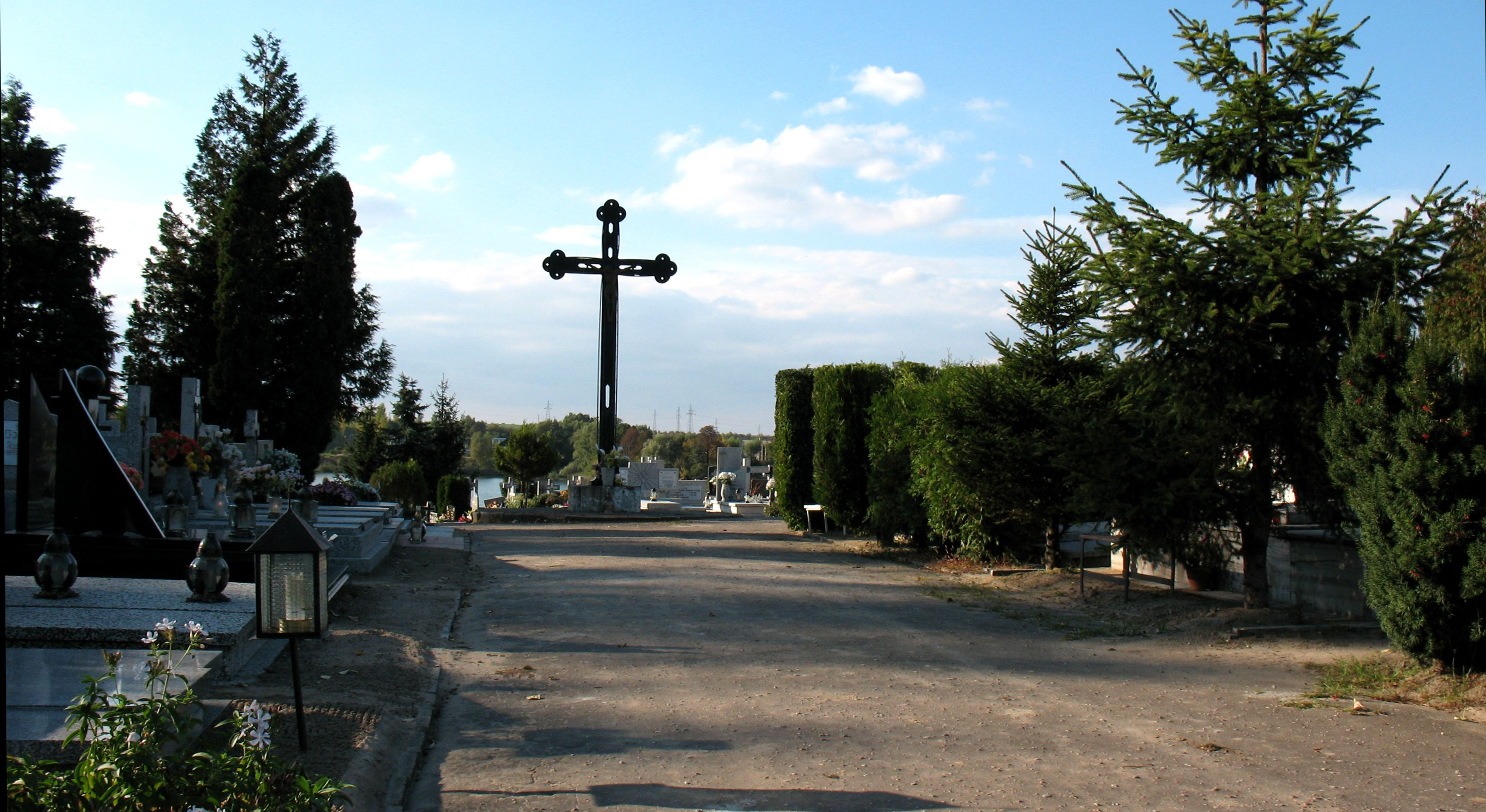
Nowa część cmentarza z zabytkowym metalowym krzyżem,